# Cultura italiana pt.1
Cultura italiana pt.1 è il primo album in studio del rapper italiano Diss Gacha, pubblicato il 31 maggio 2024 con doppia etichetta Columbia Records e Sony Music.

## Descrizione
Il progetto si compone di nove tracce, scritte e composte dallo stesso rapper con la collaborazione di autori e produttori, tra cui Don Lito, Frenkie, Greg Willen, Leave the Club e Sala.

## Tracce
1. Intro + coro – 2:17 (testo: Gabriele Pastero, Sewit Villa Jacob – musica: Enzo Salaniti)
2. 4sheesh – 2:12 (testo: Gabriele Pastero – musica: Enzo Salaniti)
3. Opera (feat. Rosa Chemical) – 2:42 (testo: Gabriele Pastero, Manuel Franco Rocati – musica: Enzo Salaniti, Gregory Taurone)
4. Spirito puro (feat. Izi e Vegas Jones) – 4:01 (testo: Gabriele Pastero, Diego Germini, Matteo Privitera, Sewit Villa Jacob – musica: Enzo Salaniti, Gianluca Franco)
5. Mai! – 2:32 (testo: Victor Hugo – musica: Gabriel Fauré)
6. +++! – 2:59 (testo: Gabriele Pastero, Lara Sabrina Olivieri – musica: Enzo Salaniti)
7. Mississipi drive (feat. Wiz Khalifa) – 2:32 (testo: Gabriele Pastero, Cameron Thomaz, Gacha Ladies – musica: Enzo Salaniti, Jonathan Freeman)
8. 2 minuti e 10 – 2:10 (testo: Gabriele Pastero – musica: Enzo Salaniti, Giovanni Amati, Vincenzo Raccuglia)
9. Per un BroBro (feat. Bresh) – 2:32 (testo: Gabriele Pastero, Andrea Emanuele Brasi – musica: Enzo Salaniti, Theresa Eagins)